# Passiflora ascidia
Passiflora ascidia är en passionsblomsväxtart som beskrevs av Feuillet. Passiflora ascidia ingår i släktet passionsblommor, och familjen passionsblomsväxter. Inga underarter finns listade i Catalogue of Life.